# Java Desktop System
Pour les articles homonymes, voir JDS.
Java Desktop System ou JDS est un gestionnaire de fenêtres pour le système X Window développé par Sun Microsystems. Il est disponible pour les plates-formes Solaris, OpenSolaris et Linux.
JDS 2 comprend:
- Java Runtime Environment
- GNOME
- StarOffice
- Mozilla
- Evolution
- Java Media Player
- RealPlayer